# Rawicz
Rawicz (in tedesco Rawitsch) è un comune urbano-rurale polacco del distretto di Rawicz, nel voivodato della Grande Polonia.
Ricopre una superficie di 133,64 km² e nel 2004 contava 29 297 abitanti. Dal 1975 al 1998 ha fatto parte del voivodato di Leszno.

## Storia
Rawitsch fu fondata da rifugiati protestanti della Slesia durante la Guerra dei Trent'Anni. Nel primo decennio del XIX secolo venne costruita una Chiesa protestante e un municipio medievale. La principale attività della città era la manifattura di sigari, ma ci era anche commercio di grano, lana, bestiame e legname.

La popolazione, nel 1905, ammontava a 11 403 persone.